# Ghanees voetbalelftal (mannen)

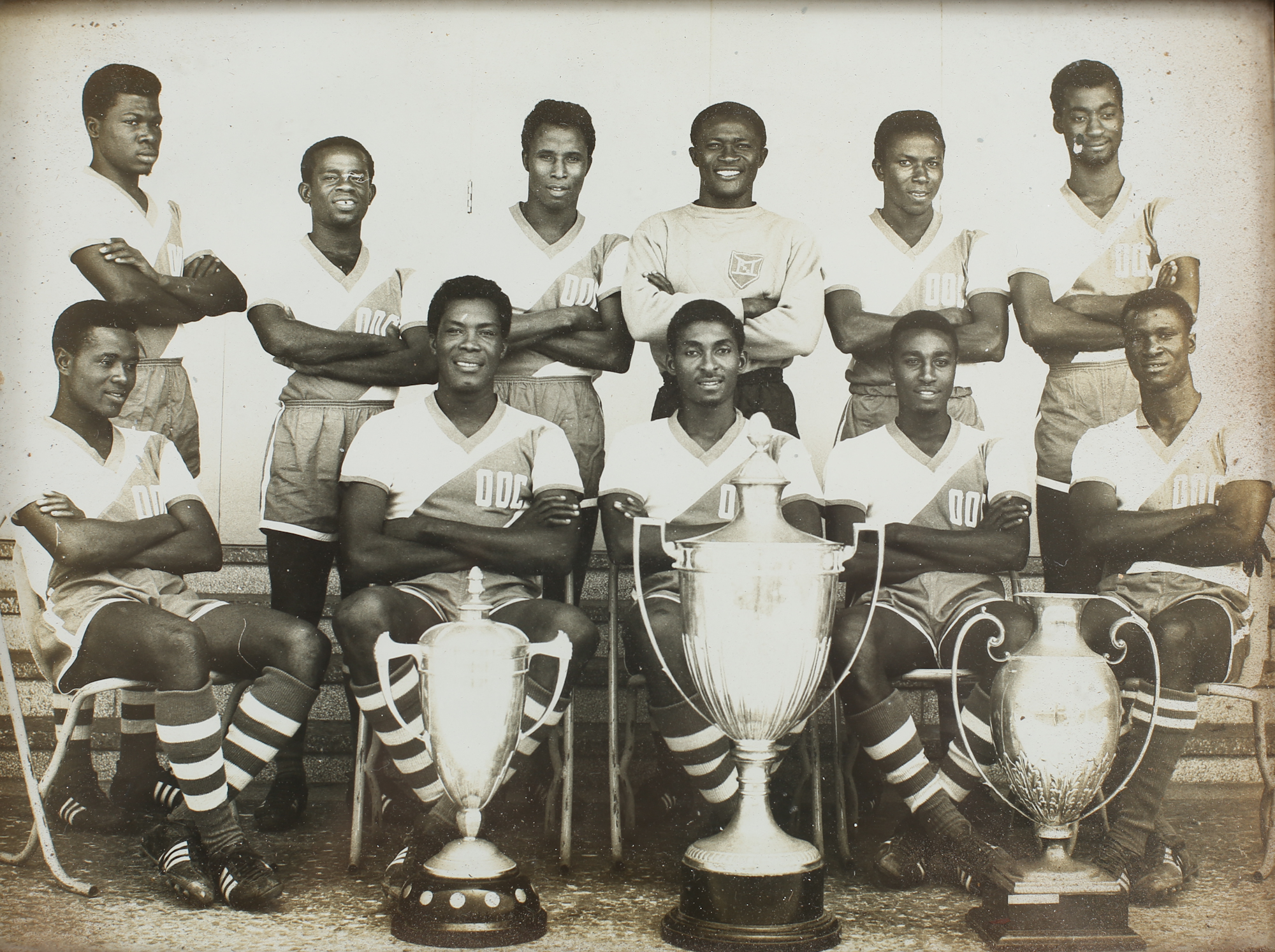
Team – 1960

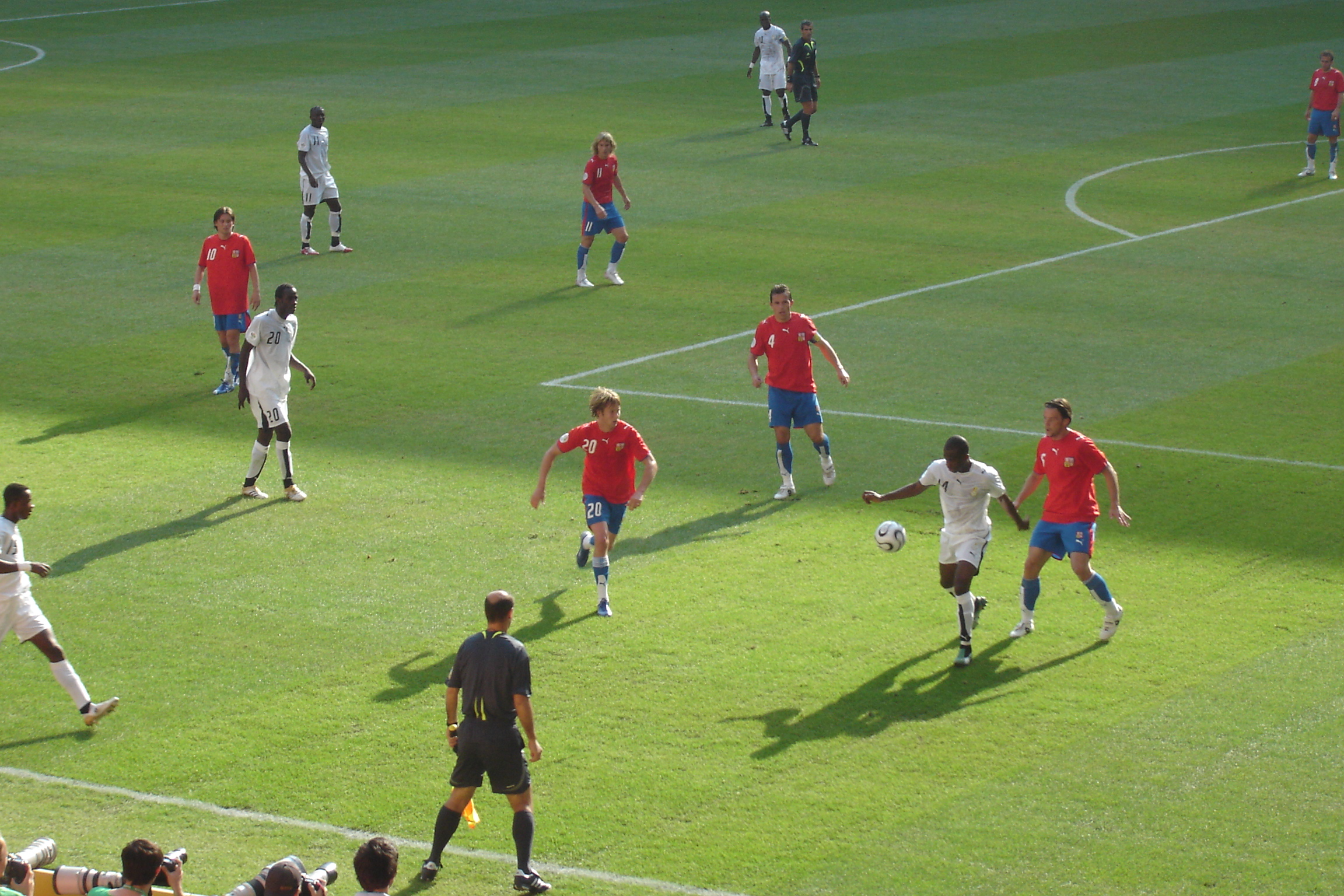
WK 2006

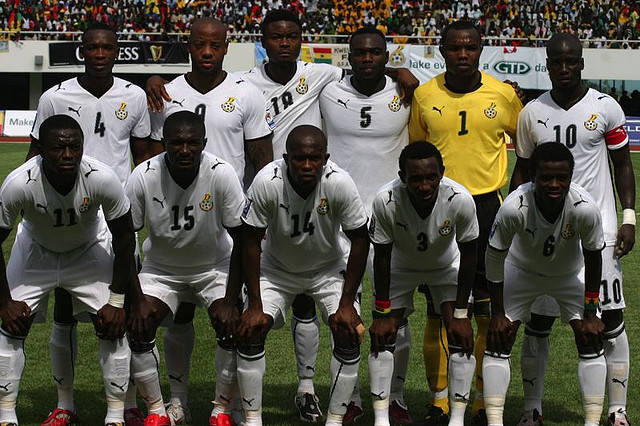
Team – 2008

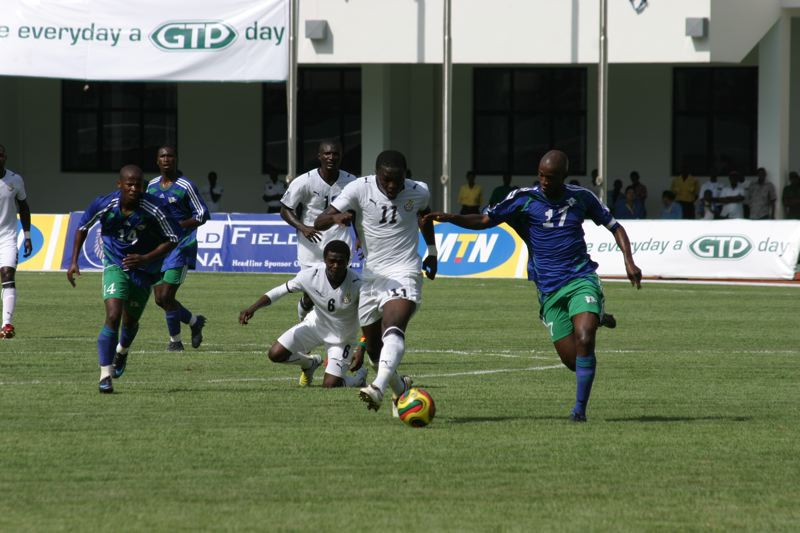
Kwalificatiewedstrijd – Lesotho

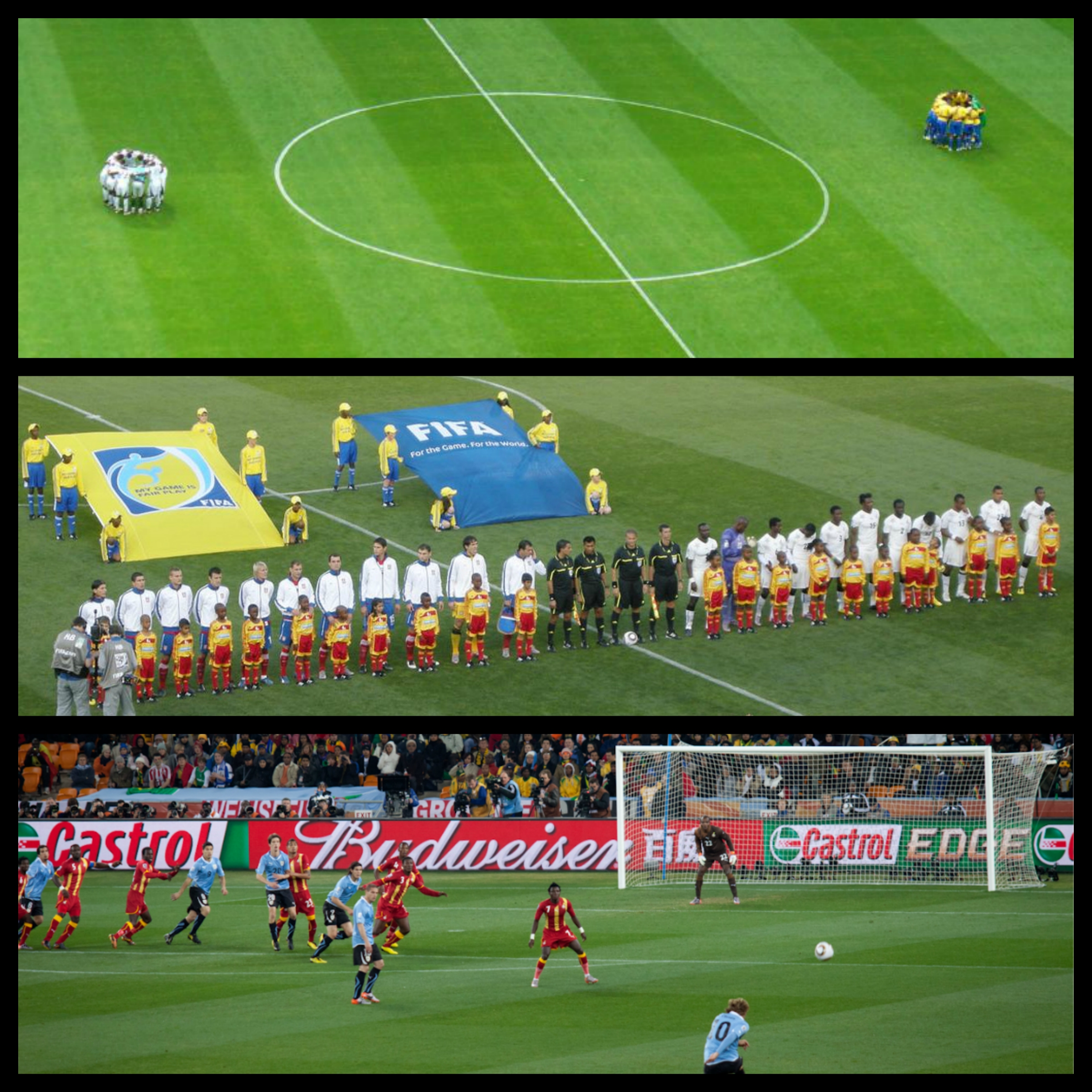
WK 2010

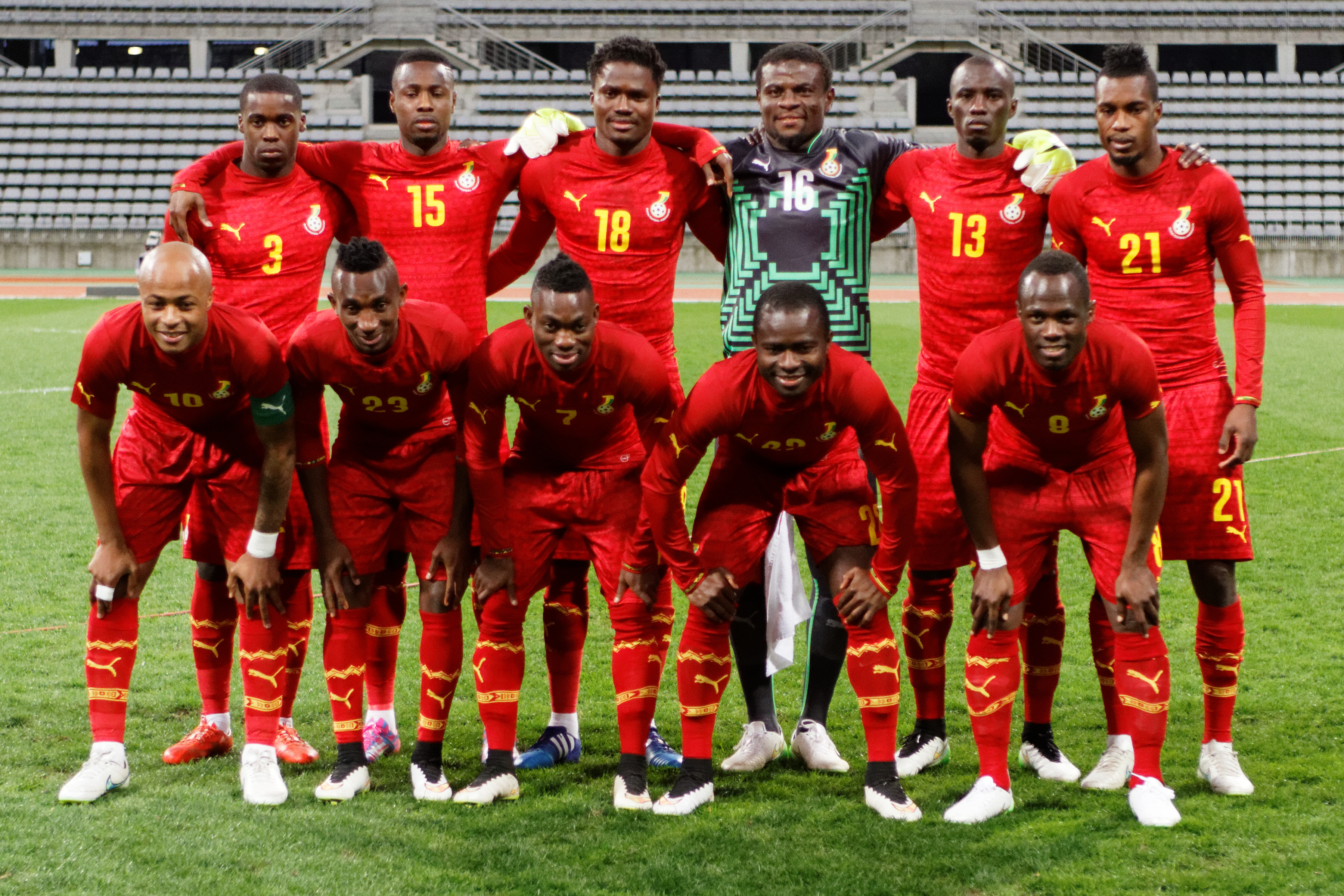
Team – 2015

Het Ghanees voetbalelftal, bijgenaamd The Black Stars, is een team van mannelijke voetballers dat Ghana vertegenwoordigt in internationale wedstrijden, zoals (kwalificatie)wedstrijden voor het WK en de Afrika Cup.
De Ghana Football Association werd in 1957 opgericht en is aangesloten bij de CAF en de FIFA (sinds 1958). Het Ghanees voetbalelftal behaalde in februari 2008 met de 14e plaats de hoogste positie op de FIFA-wereldranglijst, in juni 2004 werd met de 89e plaats de laagste positie bereikt.

## Deelnames aan internationale toernooien

### Wereldkampioenschap
Ghana kwalificeerde zich voor het eerst voor het Wereldkampioenschap van 2006. Ten koste van Tsjechië en de Verenigde Staten haalde het de tweede ronde. Hierin was Brazilië te sterk. Op het WK van 2010 werd Ghana in de kwartfinales na strafschoppen uitgeschakeld door Uruguay.

#### WK 2014
In 2014, bij het derde opeenvolgende optreden van Ghana bij een WK-eindronde, wist de ploeg geen potten te breken. Alleen tegen Duitsland (2-2) werd een punt gepakt. Na drie groepsduels was het WK-avontuur voorbij voor het West-Afrikaanse land. Op 28 juni, twee dagen na de uitschakeling, kondigde president John Dramani Mahama in Equatoriaal-Guinea aan een commissie in te stellen die de slechte prestatie van zijn land gaat onderzoeken. Hetzelfde deed de president van Kameroen, Paul Biya. De Ghanezen dreigden tijdens het WK met een staking. De regering van Mahama stuurde een vliegtuig met drie miljoen dollar cash naar Brazilië om dat te voorkomen. De spelers toonden zich toch al niet van hun beste kant. Kevin-Prince Boateng en Sulley Muntari werden uit de selectie gezet, enkele uren voor de laatste groepswedstrijd tegen Portugal, vanwege ruzies met respectievelijk bondscoach James Kwesi Appiah en een Ghanese official. Ghana's vroege uitschakeling zorgde voor veel onrust in het thuisland. Elvis Afriyie-Ankrah, de minister van Sport, moest net als zijn plaatsvervanger Joseph Yammin plaatsmaken.
| Wereldkampioenschap voetbal overzicht | Wereldkampioenschap voetbal overzicht | Wereldkampioenschap voetbal overzicht | Wereldkampioenschap voetbal overzicht | Wereldkampioenschap voetbal overzicht | Wereldkampioenschap voetbal overzicht | Wereldkampioenschap voetbal overzicht | Wereldkampioenschap voetbal overzicht | Wereldkampioenschap voetbal overzicht |
| Jaar                                  | Ronde                                 | Wed.                                  | W                                     | G                                     | V                                     | DV                                    | DT                                    | Kwal                                  |
| ------------------------------------- | ------------------------------------- | ------------------------------------- | ------------------------------------- | ------------------------------------- | ------------------------------------- | ------------------------------------- | ------------------------------------- | ------------------------------------- |
| 1962                                  | Niet gekwalificeerd                   | Niet gekwalificeerd                   | Niet gekwalificeerd                   | Niet gekwalificeerd                   | Niet gekwalificeerd                   | Niet gekwalificeerd                   | Niet gekwalificeerd                   | Niet gekwalificeerd                   |
| 1966                                  | Teruggetrokken                        | Teruggetrokken                        | Teruggetrokken                        | Teruggetrokken                        | Teruggetrokken                        | Teruggetrokken                        | Teruggetrokken                        | Teruggetrokken                        |
| 1970                                  | Niet gekwalificeerd                   | Niet gekwalificeerd                   | Niet gekwalificeerd                   | Niet gekwalificeerd                   | Niet gekwalificeerd                   | Niet gekwalificeerd                   | Niet gekwalificeerd                   | Niet gekwalificeerd                   |
| 1974                                  | Niet gekwalificeerd                   | Niet gekwalificeerd                   | Niet gekwalificeerd                   | Niet gekwalificeerd                   | Niet gekwalificeerd                   | Niet gekwalificeerd                   | Niet gekwalificeerd                   | Niet gekwalificeerd                   |
| 1978                                  | Niet gekwalificeerd                   | Niet gekwalificeerd                   | Niet gekwalificeerd                   | Niet gekwalificeerd                   | Niet gekwalificeerd                   | Niet gekwalificeerd                   | Niet gekwalificeerd                   | Niet gekwalificeerd                   |
| 1982                                  | Teruggetrokken                        | Teruggetrokken                        | Teruggetrokken                        | Teruggetrokken                        | Teruggetrokken                        | Teruggetrokken                        | Teruggetrokken                        | Teruggetrokken                        |
| 1986                                  | Niet gekwalificeerd                   | Niet gekwalificeerd                   | Niet gekwalificeerd                   | Niet gekwalificeerd                   | Niet gekwalificeerd                   | Niet gekwalificeerd                   | Niet gekwalificeerd                   | Niet gekwalificeerd                   |
| 1990                                  | Niet gekwalificeerd                   | Niet gekwalificeerd                   | Niet gekwalificeerd                   | Niet gekwalificeerd                   | Niet gekwalificeerd                   | Niet gekwalificeerd                   | Niet gekwalificeerd                   | Niet gekwalificeerd                   |
| 1994                                  | Niet gekwalificeerd                   | Niet gekwalificeerd                   | Niet gekwalificeerd                   | Niet gekwalificeerd                   | Niet gekwalificeerd                   | Niet gekwalificeerd                   | Niet gekwalificeerd                   | Niet gekwalificeerd                   |
| 1998                                  | Niet gekwalificeerd                   | Niet gekwalificeerd                   | Niet gekwalificeerd                   | Niet gekwalificeerd                   | Niet gekwalificeerd                   | Niet gekwalificeerd                   | Niet gekwalificeerd                   | Niet gekwalificeerd                   |
| 2002                                  | Niet gekwalificeerd                   | Niet gekwalificeerd                   | Niet gekwalificeerd                   | Niet gekwalificeerd                   | Niet gekwalificeerd                   | Niet gekwalificeerd                   | Niet gekwalificeerd                   | Niet gekwalificeerd                   |
| 2006                                  | Achtste finale                        | 4                                     | 2                                     | 0                                     | 2                                     | 4                                     | 6                                     | (Kwal.)                               |
| 2010                                  | Kwartfinale                           | 5                                     | 2                                     | 2                                     | 1                                     | 5                                     | 4                                     | (Kwal.)                               |
| 2014                                  | Groepsfase                            | 3                                     | 0                                     | 1                                     | 2                                     | 4                                     | 6                                     | (Kwal.)                               |
| 2018                                  | Niet gekwalificeerd                   | Niet gekwalificeerd                   | Niet gekwalificeerd                   | Niet gekwalificeerd                   | Niet gekwalificeerd                   | Niet gekwalificeerd                   | Niet gekwalificeerd                   | Niet gekwalificeerd                   |
| 2022                                  | Groepsfase                            | 3                                     | 1                                     | 0                                     | 2                                     | 5                                     | 7                                     | (Kwal.)                               |
| 2026                                  | kwalificatie                          | kwalificatie                          | kwalificatie                          | kwalificatie                          | kwalificatie                          | kwalificatie                          | kwalificatie                          | kwalificatie                          |

### Afrika Cup
Ghana heeft viermaal de Afrika Cup gewonnen. De eerste keer was in 1963 toen Ghana het toernooi ook organiseerde. In de groepsfase werd gelijkgespeeld tegen Tunesië (1–1) en gewonnen van Ethiopië (2–0). De finale, op 1 december, werd gespeeld tegen Soedan en de uitslag was 3–0. De goals werden gemaakt door Edward Aggrey-Fynn en Edward Acquah. (Klik hier voor de andere details van deze finale.) Ook 2 jaar later was er succes. Dit keer werden alle wedstrijden gewonnen. In de groepsfase versloeg Ghana Ivoorkust (4–1) en Congo-Kinshasa (5–2) en de finale was Ghana met 3–2 te sterk voor Tunesië. De finale zou zelfs vier keer op een rij worden gehaald, want ook de 2 daaropvolgende toernooien speelde Ghana in de finale. In 1968 verloor het van Congo-Kinshasa met 0–1 en in 1970 verloor het land van Soedan met 0–1. Ook in 1978 en 1982 werd Ghana kampioen van dit toernooi. In 1978 mocht Ghana het toernooi organiseren en werd in de finale Oeganda met 2–0 verslagen door 2 goals van Opoku Afriyie. In 1982 waren er strafschoppen nodig na het gelijke spel (1–1) tegen gastland Libië. Hoewel Ghana sindsdien nooit meer kampioen is geworden bereikte het nog wel een aantal keer de finale. In 1992 tegen Ivoorkust (0–0), in 2010 tegen Egypte (0–1) en in 2015 tegen Ivoorkust (0–0).
| Afrika Cup overzicht | Afrika Cup overzicht | Afrika Cup overzicht | Afrika Cup overzicht | Afrika Cup overzicht | Afrika Cup overzicht | Afrika Cup overzicht | Afrika Cup overzicht | Afrika Cup overzicht |
| Jaar                 | Ronde                | Wed.                 | W                    | G                    | V                    | DV                   | DT                   | Kwal                 |
| -------------------- | -------------------- | -------------------- | -------------------- | -------------------- | -------------------- | -------------------- | -------------------- | -------------------- |
| 1962                 | Niet gekwalificeerd  | Niet gekwalificeerd  | Niet gekwalificeerd  | Niet gekwalificeerd  | Niet gekwalificeerd  | Niet gekwalificeerd  | Niet gekwalificeerd  | Niet gekwalificeerd  |
| 1963                 | Kampioen             | 3                    | 2                    | 1                    | 0                    | 6                    | 1                    |                      |
| 1965                 | Kampioen             | 3                    | 3                    | 0                    | 0                    | 12                   | 5                    |                      |
| 1968                 | Tweede               | 5                    | 3                    | 1                    | 1                    | 11                   | 8                    |                      |
| 1970                 | Tweede               | 5                    | 2                    | 2                    | 1                    | 6                    | 4                    | (Kwal.)              |
| 1972                 | Niet gekwalificeerd  | Niet gekwalificeerd  | Niet gekwalificeerd  | Niet gekwalificeerd  | Niet gekwalificeerd  | Niet gekwalificeerd  | Niet gekwalificeerd  | Niet gekwalificeerd  |
| 1974                 | Niet gekwalificeerd  | Niet gekwalificeerd  | Niet gekwalificeerd  | Niet gekwalificeerd  | Niet gekwalificeerd  | Niet gekwalificeerd  | Niet gekwalificeerd  | Niet gekwalificeerd  |
| 1976                 | Niet gekwalificeerd  | Niet gekwalificeerd  | Niet gekwalificeerd  | Niet gekwalificeerd  | Niet gekwalificeerd  | Niet gekwalificeerd  | Niet gekwalificeerd  | Niet gekwalificeerd  |
| 1978                 | Kampioen             | 5                    | 4                    | 1                    | 0                    | 9                    | 2                    |                      |
| 1980                 | Groepsfase           | 3                    | 1                    | 1                    | 1                    | 2                    | 2                    |                      |
| 1982                 | Kampioen             | 5                    | 2                    | 3                    | 0                    | 7                    | 5                    | (Kwal.)              |
| 1984                 | Groepsfase           | 3                    | 1                    | 0                    | 2                    | 2                    | 4                    |                      |
| 1986                 | Niet gekwalificeerd  | Niet gekwalificeerd  | Niet gekwalificeerd  | Niet gekwalificeerd  | Niet gekwalificeerd  | Niet gekwalificeerd  | Niet gekwalificeerd  | Niet gekwalificeerd  |
| 1988                 | Niet gekwalificeerd  | Niet gekwalificeerd  | Niet gekwalificeerd  | Niet gekwalificeerd  | Niet gekwalificeerd  | Niet gekwalificeerd  | Niet gekwalificeerd  | Niet gekwalificeerd  |
| 1990                 | Niet gekwalificeerd  | Niet gekwalificeerd  | Niet gekwalificeerd  | Niet gekwalificeerd  | Niet gekwalificeerd  | Niet gekwalificeerd  | Niet gekwalificeerd  | Niet gekwalificeerd  |
| 1992                 | Tweede               | 5                    | 4                    | 1                    | 0                    | 6                    | 2                    | (Kwal.)              |
| 1994                 | Kwartfinale          | 3                    | 2                    | 0                    | 1                    | 3                    | 2                    | (Kwal.)              |
| 1996                 | Vierde               | 6                    | 4                    | 0                    | 2                    | 7                    | 5                    | (Kwal.)              |
| 1998                 | Groepsfase           | 3                    | 1                    | 0                    | 2                    | 3                    | 3                    | (Kwal.)              |
| 2000                 | Kwartfinale          | 4                    | 1                    | 1                    | 2                    | 3                    | 4                    | g                    |
| 2002                 | Kwartfinale          | 4                    | 1                    | 2                    | 1                    | 2                    | 2                    | (Kwal.)              |
| 2004                 | Niet gekwalificeerd  | Niet gekwalificeerd  | Niet gekwalificeerd  | Niet gekwalificeerd  | Niet gekwalificeerd  | Niet gekwalificeerd  | Niet gekwalificeerd  | Niet gekwalificeerd  |
| 2006                 | Groepsfase           | 3                    | 1                    | 0                    | 2                    | 2                    | 3                    | (Kwal.)              |
| 2008                 | Derde                | 6                    | 5                    | 0                    | 1                    | 11                   | 5                    |                      |
| 2010                 | Tweede               | 5                    | 3                    | 0                    | 2                    | 4                    | 4                    | (Kwal.)              |
| 2012                 | Vierde               | 6                    | 3                    | 1                    | 2                    | 6                    | 5                    | (Kwal.)              |
| 2013                 | Vierde               | 6                    | 3                    | 2                    | 1                    | 10                   | 8                    | (Kwal.)              |
| 2015                 | Tweede               | 6                    | 4                    | 1                    | 1                    | 10                   | 3                    | (Kwal.)              |
| 2017                 | Vierde               | 6                    | 3                    | 0                    | 3                    | 4                    | 5                    | (Kwal.)              |
| 2019                 | Achtste finale       | 4                    | 1                    | 3                    | 0                    | 5                    | 3                    | (Kwal.)              |
| 2021                 | Groepsfase           | 3                    | 1                    | 0                    | 2                    | 3                    | 5                    | (Kwal.)              |
| 2023                 | Groepsfase           | 3                    | 0                    | 2                    | 1                    | 5                    | 6                    | (Kwal.)              |
| 2025                 | Niet gekwalificeerd  | Niet gekwalificeerd  | Niet gekwalificeerd  | Niet gekwalificeerd  | Niet gekwalificeerd  | Niet gekwalificeerd  | Niet gekwalificeerd  | Niet gekwalificeerd  |

1. ↑  Ghana werd gedurende de kwalificatie aangewezen als gastland, waardoor het zich automatisch kwalificeerde.

### African Championship of Nations
Bij de African Championship of Nations mogen de landen alleen spelers uit de eigen competitie opstellen.
| African Championship of Nations overzicht | African Championship of Nations overzicht | African Championship of Nations overzicht | African Championship of Nations overzicht | African Championship of Nations overzicht | African Championship of Nations overzicht | African Championship of Nations overzicht | African Championship of Nations overzicht | African Championship of Nations overzicht |
| Jaar                                      | Ronde                                     | Wed.                                      | W                                         | G                                         | V                                         | DV                                        | DT                                        | Kwal                                      |
| ----------------------------------------- | ----------------------------------------- | ----------------------------------------- | ----------------------------------------- | ----------------------------------------- | ----------------------------------------- | ----------------------------------------- | ----------------------------------------- | ----------------------------------------- |
| 2009                                      | Tweede                                    | 5                                         | 1                                         | 3                                         | 1                                         | 7                                         | 6                                         | (Kwal.)                                   |
| 2011                                      | Groepsfase                                | 3                                         | 0                                         | 0                                         | 3                                         | 1                                         | 4                                         | (Kwal.)                                   |
| 2014                                      | Tweede                                    | 6                                         | 3                                         | 3                                         | 0                                         | 4                                         | 1                                         | (Kwal.)                                   |
| 2016                                      | Niet gekwalificeerd                       | Niet gekwalificeerd                       | Niet gekwalificeerd                       | Niet gekwalificeerd                       | Niet gekwalificeerd                       | Niet gekwalificeerd                       | Niet gekwalificeerd                       | Niet gekwalificeerd                       |
| 2018                                      | Niet gekwalificeerd                       | Niet gekwalificeerd                       | Niet gekwalificeerd                       | Niet gekwalificeerd                       | Niet gekwalificeerd                       | Niet gekwalificeerd                       | Niet gekwalificeerd                       | Niet gekwalificeerd                       |
| 2020                                      | Niet gekwalificeerd                       | Niet gekwalificeerd                       | Niet gekwalificeerd                       | Niet gekwalificeerd                       | Niet gekwalificeerd                       | Niet gekwalificeerd                       | Niet gekwalificeerd                       | Niet gekwalificeerd                       |

Ghana deed 5 keer mee aan de West African Nations Cup. Een toernooi dat werd gespeeld tussen 1982 en 1987. Ghana wist alle edities te winnen. Vier keer speelde het in de finale tegen Togo. Alleen in 1987 was Liberia de tegenstander. Ghana verloor daarnaast ook nog eens geen enkele wedstrijd in dit toernooi. Van de 28 wedstrijden die het speelde won het land er 18 en werden de overige 7 gelijk gespeeld. Vergeleken met de andere landen die weleens hebben meegedaan heeft Ghana ook nog eens veruit het beste doelsaldo. 
In 2015 werd Ghana uitgenodigd om deel te nemen aan de COSAFA Cup. Het land mocht direct plaatsnemen in de kwartfinale, maar verloor deze wedstrijd met 1–2 van Madagaskar. Voor Ghana scoorde Daniel Darkwah.
| West African Nations Cup overzicht | West African Nations Cup overzicht | West African Nations Cup overzicht | West African Nations Cup overzicht | West African Nations Cup overzicht | West African Nations Cup overzicht | West African Nations Cup overzicht | West African Nations Cup overzicht | West African Nations Cup overzicht |
| Jaar                               | Ronde                              | Wed.                               | W                                  | G                                  | V                                  | DV                                 | DT                                 |                                    |
| ---------------------------------- | ---------------------------------- | ---------------------------------- | ---------------------------------- | ---------------------------------- | ---------------------------------- | ---------------------------------- | ---------------------------------- | ---------------------------------- |
| 1982                               | Kampioen                           | 5                                  | 3                                  | 2                                  | 0                                  | 14                                 | 8                                  |                                    |
| 1983                               | Kampioen                           | 4                                  | 3                                  | 1                                  | 0                                  | 7                                  | 2                                  |                                    |
| 1984                               | Kampioen                           | 5                                  | 2                                  | 3                                  | 0                                  | 9                                  | 5                                  |                                    |
| 1986                               | Kampioen                           | 6                                  | 5                                  | 1                                  | 0                                  | 12                                 | 2                                  |                                    |
| 1987                               | Kampioen                           | 5                                  | 5                                  | 0                                  | 0                                  | 14                                 | 2                                  |                                    |
| Totaal                             | 5/5                                | 25                                 | 18                                 | 7                                  | 0                                  | 56                                 | 19                                 |                                    |

| WAFU Nations Cup overzicht | WAFU Nations Cup overzicht | WAFU Nations Cup overzicht | WAFU Nations Cup overzicht | WAFU Nations Cup overzicht | WAFU Nations Cup overzicht | WAFU Nations Cup overzicht | WAFU Nations Cup overzicht | WAFU Nations Cup overzicht |
| Jaar                       | Ronde                      | Wed.                       | W                          | G                          | V                          | DV                         | DT                         |                            |
| -------------------------- | -------------------------- | -------------------------- | -------------------------- | -------------------------- | -------------------------- | -------------------------- | -------------------------- | -------------------------- |
| 2010                       | Derde                      | 5                          | 4                          | 0                          | 1                          | 11                         | 3                          |                            |
| 2011                       | Vierde                     | 4                          | 1                          | 0                          | 3                          | 5                          | 8                          |                            |
| 2013                       | Kampioen                   | 4                          | 3                          | 0                          | 1                          | 9                          | 4                          |                            |
| 2017                       | Kampioen                   | 6                          | 5                          | 0                          | 1                          | 10                         | 3                          |                            |
| 2019                       | Tweede                     | 4                          | 2                          | 2                          | 0                          | 6                          | 3                          |                            |

| COSAFA Cup overzicht | COSAFA Cup overzicht | COSAFA Cup overzicht | COSAFA Cup overzicht | COSAFA Cup overzicht | COSAFA Cup overzicht | COSAFA Cup overzicht | COSAFA Cup overzicht | COSAFA Cup overzicht |
| Jaar                 | Ronde                | Wed.                 | W                    | G                    | V                    | DV                   | DT                   |                      |
| -------------------- | -------------------- | -------------------- | -------------------- | -------------------- | -------------------- | -------------------- | -------------------- | -------------------- |
| 2015                 | Kwartfinale          | 2                    | 0                    | 0                    | 2                    | 1                    | 5                    |                      |

## FIFA-wereldranglijst[3]
| 1993 | 1994 | 1995 | 1996 | 1997 | 1998 | 1999 | 2000 | 2001 | 2002 | 2003 | 2004 | 2005 | 2006 | 2007 | 2008 | 2009 | 2010 | 2011 | 2012 | 2013 | 2014 | 2015 | 2016 | 2017 | 2018 |
| ---- | ---- | ---- | ---- | ---- | ---- | ---- | ---- | ---- | ---- | ---- | ---- | ---- | ---- | ---- | ---- | ---- | ---- | ---- | ---- | ---- | ---- | ---- | ---- | ---- | ---- |
| 37   | 26   | 29   | 25   | 57   | 48   | 48   | 57   | 59   | 61   | 78   | 77   | 50   | 28   | 43   | 25   | 34   | 16   | 29   | 30   | 24   | 37   | 33   | 53   | 50   | 51   |

## Huidige selectie
De volgende spelers werden opgenomen in de selectie voor het WK 2022.
Interlands en doelpunten bijgewerkt tot en met de wedstrijd tegen  Nicaragua op 27 september 2022.
| Nr.         | Naam                  | Wed. | Dlpnt. | Club                   |
| ----------- | --------------------- | ---- | ------ | ---------------------- |
| Doel        |                       |      |        |                        |
|             | Lawrence Ati-Zigi     | 10   | 0      | FC St. Gallen          |
|             | Abdul Manaf Nurudeen  | 2    | 0      | KAS Eupen              |
|             | Ibrahim Danlad        | 0    | 0      | Asante Kotoko          |
| Verdediging |                       |      |        |                        |
|             | Baba Rahman           | 47   | 1      | Reading                |
|             | Daniel Amartey        | 43   | 0      | Leicester City         |
|             | Alexander Djiku       | 18   | 1      | RC Strasbourg          |
|             | Joseph Aidoo          | 10   | 0      | Celta de Vigo          |
|             | Gideon Mensah         | 10   | 0      | Girondins Bordeaux     |
|             | Denis Odoi            | 4    | 0      | Club Brugge            |
|             | Alidu Seidu           | 2    | 0      | Clermont Foot          |
|             | Mohammed Salisu       | 1    | 0      | Southampton            |
|             | Tariq Lamptey         | 1    | 0      | Brighton & Hove Albion |
| Middenveld  |                       |      |        |                        |
|             | André Ayew            | 107  | 23     | Al-Sadd                |
|             | Thomas Partey         | 40   | 14     | Arsenal                |
|             | Mohammed Kudus        | 16   | 4      | Ajax                   |
|             | Daniel-Kofi Kyereh    | 12   | 0      | SC Freiburg            |
|             | Elisha Owusu          | 2    | 0      | AA Gent                |
|             | Daniel Afriyie        | 1    | 0      | Hearts of Oak          |
|             | Salis Abdul Samed     | 0    | 0      | RC Lens                |
| Aanval      |                       |      |        |                        |
|             | Jordan Ayew           | 82   | 20     | Crystal Palace         |
|             | Kamaldeen Sulemana    | 11   | 0      | Stade Rennais          |
|             | Abdul Fatawu Issahaku | 11   | 0      | Sporting CP            |
|             | Osman Bukari          | 5    | 1      | Rode Ster Belgrado     |
|             | Iñaki Williams        | 1    | 0      | Athletic Bilbao        |
|             | Antoine Semenyo       | 1    | 0      | Bristol City           |
|             | Kamal Sowah           | 0    | 0      | Club Brugge            |

## Selecties

### Wereldkampioenschap
| Selectie van Ghana tijdens het Wereldkampioenschap 2006 | Selectie van Ghana tijdens het Wereldkampioenschap 2006 | Selectie van Ghana tijdens het Wereldkampioenschap 2006 | Selectie van Ghana tijdens het Wereldkampioenschap 2006 | Selectie van Ghana tijdens het Wereldkampioenschap 2006 | Selectie van Ghana tijdens het Wereldkampioenschap 2006 | Selectie van Ghana tijdens het Wereldkampioenschap 2006 | Selectie van Ghana tijdens het Wereldkampioenschap 2006 | Selectie van Ghana tijdens het Wereldkampioenschap 2006 |
| №                                                       | Naam                                                    | Wed.                                                    | Dlpnt.                                                  | Club                                                    |                                                         |                                                         |                                                         |                                                         |
| ------------------------------------------------------- | ------------------------------------------------------- | ------------------------------------------------------- | ------------------------------------------------------- | ------------------------------------------------------- | ------------------------------------------------------- | ------------------------------------------------------- | ------------------------------------------------------- | ------------------------------------------------------- |
| Doel                                                    |                                                         |                                                         |                                                         |                                                         |                                                         |                                                         |                                                         |                                                         |
| 1                                                       | Sammy Adjei                                             |                                                         |                                                         | MS Asjdod                                               |                                                         |                                                         |                                                         |                                                         |
| 16                                                      | George Owu                                              |                                                         |                                                         | Ashanti Gold                                            |                                                         |                                                         |                                                         |                                                         |
| 22                                                      | Richard Kingson                                         |                                                         |                                                         | Ankaraspor                                              |                                                         |                                                         |                                                         |                                                         |
| Verdediging                                             |                                                         |                                                         |                                                         |                                                         |                                                         |                                                         |                                                         |                                                         |
| 2                                                       | Hans Sarpei                                             |                                                         |                                                         | VfL Wolfsburg                                           |                                                         |                                                         |                                                         |                                                         |
| 4                                                       | Samuel Kuffour                                          |                                                         |                                                         | AS Roma                                                 |                                                         |                                                         |                                                         |                                                         |
| 5                                                       | John Mensah                                             |                                                         |                                                         | Stade Rennes                                            |                                                         |                                                         |                                                         |                                                         |
| 6                                                       | Emmanuel Pappoe                                         |                                                         |                                                         | Hapoel Kefar Saba                                       |                                                         |                                                         |                                                         |                                                         |
| 7                                                       | Illiasu Shilla                                          |                                                         |                                                         | Asante Kotoko                                           |                                                         |                                                         |                                                         |                                                         |
| 13                                                      | Habib Mohammed                                          |                                                         |                                                         | King Faisal Babes                                       |                                                         |                                                         |                                                         |                                                         |
| 15                                                      | John Paintsil                                           |                                                         |                                                         | Hapoel Tel Aviv                                         |                                                         |                                                         |                                                         |                                                         |
| 17                                                      | Daniel Quaye                                            |                                                         |                                                         | Hearts of Oak                                           |                                                         |                                                         |                                                         |                                                         |
| 21                                                      | Issah Ahmed                                             |                                                         |                                                         | Randers FC                                              |                                                         |                                                         |                                                         |                                                         |
| Middenveld                                              |                                                         |                                                         |                                                         |                                                         |                                                         |                                                         |                                                         |                                                         |
| 8                                                       | Michael Essien                                          |                                                         |                                                         | Chelsea                                                 |                                                         |                                                         |                                                         |                                                         |
| 9                                                       | Derek Boateng                                           |                                                         |                                                         | AIK Solna                                               |                                                         |                                                         |                                                         |                                                         |
| 10                                                      | Stephen Appiah                                          |                                                         |                                                         | Fenerbahçe                                              |                                                         |                                                         |                                                         |                                                         |
| 11                                                      | Sulley Ali Muntari                                      |                                                         |                                                         | Udinese                                                 |                                                         |                                                         |                                                         |                                                         |
| 18                                                      | Eric Addo                                               |                                                         |                                                         | PSV Eindhoven                                           |                                                         |                                                         |                                                         |                                                         |
| 20                                                      | Otto Addo                                               |                                                         |                                                         | 1. FSV Mainz 05                                         |                                                         |                                                         |                                                         |                                                         |
| 23                                                      | Draman Haminu                                           |                                                         |                                                         | Rode Ster Belgrado                                      |                                                         |                                                         |                                                         |                                                         |
| Aanval                                                  |                                                         |                                                         |                                                         |                                                         |                                                         |                                                         |                                                         |                                                         |
| 3                                                       | Asamoah Gyan                                            |                                                         |                                                         | Modena                                                  |                                                         |                                                         |                                                         |                                                         |
| 12                                                      | Alex Tachie-Mensah                                      |                                                         |                                                         | FC St. Gallen                                           |                                                         |                                                         |                                                         |                                                         |
| 14                                                      | Matthew Amoah                                           |                                                         |                                                         | Borussia Dortmund                                       |                                                         |                                                         |                                                         |                                                         |
| 19                                                      | Razak Pimpong                                           |                                                         |                                                         | FC Kopenhagen                                           |                                                         |                                                         |                                                         |                                                         |
| Bondscoach: Ratomir Dujković                            |                                                         |                                                         |                                                         |                                                         |                                                         |                                                         |                                                         |                                                         |

| Selectie van Ghana tijdens het Wereldkampioenschap 2010 | Selectie van Ghana tijdens het Wereldkampioenschap 2010 | Selectie van Ghana tijdens het Wereldkampioenschap 2010 | Selectie van Ghana tijdens het Wereldkampioenschap 2010 | Selectie van Ghana tijdens het Wereldkampioenschap 2010 | Selectie van Ghana tijdens het Wereldkampioenschap 2010 | Selectie van Ghana tijdens het Wereldkampioenschap 2010 | Selectie van Ghana tijdens het Wereldkampioenschap 2010 | Selectie van Ghana tijdens het Wereldkampioenschap 2010 |
| №                                                       | Naam                                                    | Wed.                                                    | Dlpnt.                                                  | Club                                                    |                                                         |                                                         |                                                         |                                                         |
| ------------------------------------------------------- | ------------------------------------------------------- | ------------------------------------------------------- | ------------------------------------------------------- | ------------------------------------------------------- | ------------------------------------------------------- | ------------------------------------------------------- | ------------------------------------------------------- | ------------------------------------------------------- |
| Doel                                                    |                                                         |                                                         |                                                         |                                                         |                                                         |                                                         |                                                         |                                                         |
| 1                                                       | Daniel Agyei                                            |                                                         |                                                         | Liberty Professionals                                   |                                                         |                                                         |                                                         |                                                         |
| 16                                                      | Stephen Ahorlu                                          |                                                         |                                                         | Hapoel Ashkelon                                         |                                                         |                                                         |                                                         |                                                         |
| 22                                                      | Richard Kingson                                         |                                                         |                                                         | Blackpool                                               |                                                         |                                                         |                                                         |                                                         |
| Verdediging                                             |                                                         |                                                         |                                                         |                                                         |                                                         |                                                         |                                                         |                                                         |
| 2                                                       | Hans Sarpei                                             |                                                         |                                                         | Bayer Leverkusen                                        |                                                         |                                                         |                                                         |                                                         |
| 4                                                       | John Paintsil                                           |                                                         |                                                         | Fulham                                                  |                                                         |                                                         |                                                         |                                                         |
| 5                                                       | John Mensah                                             |                                                         |                                                         | Sunderland                                              |                                                         |                                                         |                                                         |                                                         |
| 7                                                       | Samuel Inkoom                                           |                                                         |                                                         | FC Basel                                                |                                                         |                                                         |                                                         |                                                         |
| 8                                                       | Jonathan Mensah                                         |                                                         |                                                         | Granada CF                                              |                                                         |                                                         |                                                         |                                                         |
| 15                                                      | Isaac Vorsah                                            |                                                         |                                                         | 1899 Hoffenheim                                         |                                                         |                                                         |                                                         |                                                         |
| 19                                                      | Lee Addy                                                |                                                         |                                                         | Rode Ster Belgrado                                      |                                                         |                                                         |                                                         |                                                         |
| Middenveld                                              |                                                         |                                                         |                                                         |                                                         |                                                         |                                                         |                                                         |                                                         |
| 6                                                       | Anthony Annan                                           |                                                         |                                                         | Rosenborg BK                                            |                                                         |                                                         |                                                         |                                                         |
| 9                                                       | Derek Boateng                                           |                                                         |                                                         | Getafe CF                                               |                                                         |                                                         |                                                         |                                                         |
| 10                                                      | Stephen Appiah                                          |                                                         |                                                         | AC Cesena                                               |                                                         |                                                         |                                                         |                                                         |
| 11                                                      | Sulley Ali Muntari                                      |                                                         |                                                         | Internazionale                                          |                                                         |                                                         |                                                         |                                                         |
| 17                                                      | Rahim Ayew                                              |                                                         |                                                         | Zamalek                                                 |                                                         |                                                         |                                                         |                                                         |
| 21                                                      | Kwadwo Asamoah                                          |                                                         |                                                         | Udinese Calcio                                          |                                                         |                                                         |                                                         |                                                         |
| 23                                                      | Kevin-Prince Boateng                                    |                                                         |                                                         | Portsmouth                                              |                                                         |                                                         |                                                         |                                                         |
| Aanval                                                  |                                                         |                                                         |                                                         |                                                         |                                                         |                                                         |                                                         |                                                         |
| 3                                                       | Asamoah Gyan                                            |                                                         |                                                         | Stade Rennes                                            |                                                         |                                                         |                                                         |                                                         |
| 12                                                      | Prince Tagoe                                            |                                                         |                                                         | 1899 Hoffenheim                                         |                                                         |                                                         |                                                         |                                                         |
| 13                                                      | André Ayew                                              |                                                         |                                                         | Olympique Marseille                                     |                                                         |                                                         |                                                         |                                                         |
| 14                                                      | Matthew Amoah                                           |                                                         |                                                         | NAC Breda                                               |                                                         |                                                         |                                                         |                                                         |
| 18                                                      | Dominic Adiyiah                                         |                                                         |                                                         | Reggina Calcio                                          |                                                         |                                                         |                                                         |                                                         |
| 20                                                      | Quincy Owusu-Abeyie                                     |                                                         |                                                         | Málaga CF                                               |                                                         |                                                         |                                                         |                                                         |
| Bondscoach: Milovan Rajevac                             |                                                         |                                                         |                                                         |                                                         |                                                         |                                                         |                                                         |                                                         |

| Selectie van Ghana tijdens het Wereldkampioenschap 2014 | Selectie van Ghana tijdens het Wereldkampioenschap 2014 | Selectie van Ghana tijdens het Wereldkampioenschap 2014 | Selectie van Ghana tijdens het Wereldkampioenschap 2014 | Selectie van Ghana tijdens het Wereldkampioenschap 2014 | Selectie van Ghana tijdens het Wereldkampioenschap 2014 | Selectie van Ghana tijdens het Wereldkampioenschap 2014 | Selectie van Ghana tijdens het Wereldkampioenschap 2014 | Selectie van Ghana tijdens het Wereldkampioenschap 2014 |
| №                                                       | Naam                                                    | Wed.                                                    | Dlpnt.                                                  | Club                                                    |                                                         |                                                         |                                                         |                                                         |
| ------------------------------------------------------- | ------------------------------------------------------- | ------------------------------------------------------- | ------------------------------------------------------- | ------------------------------------------------------- | ------------------------------------------------------- | ------------------------------------------------------- | ------------------------------------------------------- | ------------------------------------------------------- |
| Doel                                                    |                                                         |                                                         |                                                         |                                                         |                                                         |                                                         |                                                         |                                                         |
| 1                                                       | Stephen Adams                                           |                                                         |                                                         | Aduana Stars                                            |                                                         |                                                         |                                                         |                                                         |
| 12                                                      | Fatau Dauda                                             |                                                         |                                                         | Orlando Pirates                                         |                                                         |                                                         |                                                         |                                                         |
| 16                                                      | Adam Kwarasey                                           |                                                         |                                                         | Strømsgodset IF                                         |                                                         |                                                         |                                                         |                                                         |
| Verdediging                                             |                                                         |                                                         |                                                         |                                                         |                                                         |                                                         |                                                         |                                                         |
| 2                                                       | Samuel Inkoom                                           |                                                         |                                                         | Platanias                                               |                                                         |                                                         |                                                         |                                                         |
| 4                                                       | Dan Opare                                               |                                                         |                                                         | Standard Luik                                           |                                                         |                                                         |                                                         |                                                         |
| 15                                                      | Rashid Sumaila                                          |                                                         |                                                         | Mamelodi Sundowns                                       |                                                         |                                                         |                                                         |                                                         |
| 19                                                      | Jonathan Mensah                                         |                                                         |                                                         | Évian Thonon Gaillard                                   |                                                         |                                                         |                                                         |                                                         |
| 21                                                      | John Boye                                               |                                                         |                                                         | Stade Rennes                                            |                                                         |                                                         |                                                         |                                                         |
| 23                                                      | Harrison Afful                                          |                                                         |                                                         | Espérance Sportive                                      |                                                         |                                                         |                                                         |                                                         |
| Middenveld                                              |                                                         |                                                         |                                                         |                                                         |                                                         |                                                         |                                                         |                                                         |
| 5                                                       | Michael Essien                                          |                                                         |                                                         | AC Milan                                                |                                                         |                                                         |                                                         |                                                         |
| 6                                                       | Afriyie Acquah                                          |                                                         |                                                         | Parma                                                   |                                                         |                                                         |                                                         |                                                         |
| 7                                                       | Christian Atsu                                          |                                                         |                                                         | Vitesse                                                 |                                                         |                                                         |                                                         |                                                         |
| 8                                                       | Emmanuel Agyemang-Badu                                  |                                                         |                                                         | Udinese                                                 |                                                         |                                                         |                                                         |                                                         |
| 10                                                      | André Ayew                                              |                                                         |                                                         | Olympique Marseille                                     |                                                         |                                                         |                                                         |                                                         |
| 11                                                      | Sulley Ali Muntari                                      |                                                         |                                                         | AC Milan                                                |                                                         |                                                         |                                                         |                                                         |
| 14                                                      | Albert Adomah                                           |                                                         |                                                         | Middlesbrough                                           |                                                         |                                                         |                                                         |                                                         |
| 17                                                      | Mohammed Rabiu                                          |                                                         |                                                         | Kuban Krasnodar                                         |                                                         |                                                         |                                                         |                                                         |
| 20                                                      | Kwadwo Asamoah                                          |                                                         |                                                         | Juventus                                                |                                                         |                                                         |                                                         |                                                         |
| Aanval                                                  |                                                         |                                                         |                                                         |                                                         |                                                         |                                                         |                                                         |                                                         |
| 3                                                       | Asamoah Gyan                                            |                                                         |                                                         | Al Ain                                                  |                                                         |                                                         |                                                         |                                                         |
| 9                                                       | Kevin-Prince Boateng                                    |                                                         |                                                         | FC Schalke 04                                           |                                                         |                                                         |                                                         |                                                         |
| 13                                                      | Jordan Ayew                                             |                                                         |                                                         | FC Sochaux                                              |                                                         |                                                         |                                                         |                                                         |
| 18                                                      | Waris Majeed                                            |                                                         |                                                         | Valenciennes                                            |                                                         |                                                         |                                                         |                                                         |
| 22                                                      | Mubarak Wakaso                                          |                                                         |                                                         | Rubin Kazan                                             |                                                         |                                                         |                                                         |                                                         |
| Bondscoach: James Kwesi Appiah                          |                                                         |                                                         |                                                         |                                                         |                                                         |                                                         |                                                         |                                                         |

### Afrikaans kampioenschap
| Selectie van Ghana tijdens de Afrika Cup 1992 | Selectie van Ghana tijdens de Afrika Cup 1992 | Selectie van Ghana tijdens de Afrika Cup 1992 | Selectie van Ghana tijdens de Afrika Cup 1992 | Selectie van Ghana tijdens de Afrika Cup 1992 | Selectie van Ghana tijdens de Afrika Cup 1992 | Selectie van Ghana tijdens de Afrika Cup 1992 | Selectie van Ghana tijdens de Afrika Cup 1992 | Selectie van Ghana tijdens de Afrika Cup 1992 |
| №                                             | Naam                                          | Wed.                                          | Dlpnt.                                        | Club                                          |                                               |                                               |                                               |                                               |
| --------------------------------------------- | --------------------------------------------- | --------------------------------------------- | --------------------------------------------- | --------------------------------------------- | --------------------------------------------- | --------------------------------------------- | --------------------------------------------- | --------------------------------------------- |
| Doel                                          |                                               |                                               |                                               |                                               |                                               |                                               |                                               |                                               |
| 1                                             | Edward Ansah                                  |                                               |                                               | Ashanti Gold                                  |                                               |                                               |                                               |                                               |
| 16                                            | Salifuh Ansah                                 |                                               |                                               | Hearts of Oak                                 |                                               |                                               |                                               |                                               |
| 22                                            | Abubakari Damba                               |                                               |                                               | Great Olympics                                |                                               |                                               |                                               |                                               |
| Verdediging                                   |                                               |                                               |                                               |                                               |                                               |                                               |                                               |                                               |
| 2                                             | Emmanuel Ampeah                               |                                               |                                               | Asante Kotoko                                 |                                               |                                               |                                               |                                               |
| 3                                             | Nil Darko Ankrah                              |                                               |                                               | Great Olympics                                |                                               |                                               |                                               |                                               |
| 4                                             | James Kwesi Appiah                            |                                               |                                               | Asante Kotoko                                 |                                               |                                               |                                               |                                               |
| 5                                             | Emmanuel Armah                                |                                               |                                               | Hearts of Oak                                 |                                               |                                               |                                               |                                               |
| 13                                            | Isaac Asare                                   |                                               |                                               | RSC Anderlecht                                |                                               |                                               |                                               |                                               |
| 14                                            | Anthony Baffoe                                |                                               |                                               | Fortuna Düsseldorf                            |                                               |                                               |                                               |                                               |
| 19                                            | Stephen Frimpong Manso                        |                                               |                                               | Asante Kotoko                                 |                                               |                                               |                                               |                                               |
| Middenveld                                    |                                               |                                               |                                               |                                               |                                               |                                               |                                               |                                               |
| 6                                             | Stanley Aborah                                |                                               |                                               | Austria Wien                                  |                                               |                                               |                                               |                                               |
| 7                                             | Mohammed Gargo                                |                                               |                                               | Torino                                        |                                               |                                               |                                               |                                               |
| 8                                             | Samuel Opoku Nti                              |                                               |                                               | FC Glarus                                     |                                               |                                               |                                               |                                               |
| 10                                            | Nii Lamptey                                   |                                               |                                               | RSC Anderlecht                                |                                               |                                               |                                               |                                               |
| 17                                            | Abédi Pelé                                    |                                               |                                               | Olympique Marseille                           |                                               |                                               |                                               |                                               |
| Aanval                                        |                                               |                                               |                                               |                                               |                                               |                                               |                                               |                                               |
| 9                                             | Koffi Abrey                                   |                                               |                                               | Great Olympics                                |                                               |                                               |                                               |                                               |
| 11                                            | Sarfo Gyamfi                                  |                                               |                                               | FC Swarovski Tirol                            |                                               |                                               |                                               |                                               |
| 12                                            | Richard Naawu                                 |                                               |                                               | Waldhof Mannheim                              |                                               |                                               |                                               |                                               |
| 15                                            | Ali Ibrahim Pelé                              |                                               |                                               | SG Wattenscheid 09                            |                                               |                                               |                                               |                                               |
| 18                                            | Prince Polley                                 |                                               |                                               | Germinal Ekeren                               |                                               |                                               |                                               |                                               |
| 20                                            | Yaw Preko                                     |                                               |                                               | RSC Anderlecht                                |                                               |                                               |                                               |                                               |
| 21                                            | Anthony Yeboah                                |                                               |                                               | Eintracht Frankfurt                           |                                               |                                               |                                               |                                               |
| Bondscoach: Otto Pfister                      |                                               |                                               |                                               |                                               |                                               |                                               |                                               |                                               |

| Selectie van Ghana tijdens de Afrika Cup 2015 | Selectie van Ghana tijdens de Afrika Cup 2015 | Selectie van Ghana tijdens de Afrika Cup 2015 | Selectie van Ghana tijdens de Afrika Cup 2015 | Selectie van Ghana tijdens de Afrika Cup 2015 | Selectie van Ghana tijdens de Afrika Cup 2015 | Selectie van Ghana tijdens de Afrika Cup 2015 | Selectie van Ghana tijdens de Afrika Cup 2015 | Selectie van Ghana tijdens de Afrika Cup 2015 |
| №                                             | Naam                                          | Wed.                                          | Dlpnt.                                        | Club                                          |                                               |                                               |                                               |                                               |
| --------------------------------------------- | --------------------------------------------- | --------------------------------------------- | --------------------------------------------- | --------------------------------------------- | --------------------------------------------- | --------------------------------------------- | --------------------------------------------- | --------------------------------------------- |
| Doel                                          |                                               |                                               |                                               |                                               |                                               |                                               |                                               |                                               |
| 1                                             | Brimah Razak                                  | 8                                             | 0                                             | Mirandés                                      |                                               |                                               |                                               |                                               |
| 12                                            | Ernest Sowah                                  | 1                                             | 0                                             | Don Bosco                                     |                                               |                                               |                                               |                                               |
| 16                                            | Fatau Dauda                                   | 21                                            | 0                                             | Orlando Pirates                               |                                               |                                               |                                               |                                               |
| Verdediging                                   |                                               |                                               |                                               |                                               |                                               |                                               |                                               |                                               |
| 4                                             | Edwin Gyimah                                  | 5                                             | 0                                             | Black Aces                                    |                                               |                                               |                                               |                                               |
| 5                                             | Mohamed Awal                                  | 5                                             | 0                                             | Maritzburg United                             |                                               |                                               |                                               |                                               |
| 17                                            | Baba Rahman                                   | 9                                             | 0                                             | Chelsea                                       |                                               |                                               |                                               |                                               |
| 18                                            | Daniel Amartey                                | 3                                             | 0                                             | Kopenhagen                                    |                                               |                                               |                                               |                                               |
| 19                                            | Jonathan Mensah                               | 42                                            | 1                                             | Évian                                         |                                               |                                               |                                               |                                               |
| 21                                            | John Boye                                     | 38                                            | 3                                             | Kayseri Erciyesspor                           |                                               |                                               |                                               |                                               |
| 23                                            | Harrison Afful                                | 53                                            | 0                                             | Espérance                                     |                                               |                                               |                                               |                                               |
| Middenveld                                    |                                               |                                               |                                               |                                               |                                               |                                               |                                               |                                               |
| 6                                             | Afriyie Acquah                                | 12                                            | 1                                             | Parma                                         |                                               |                                               |                                               |                                               |
| 7                                             | Christian Atsu                                | 35                                            | 8                                             | Everton                                       |                                               |                                               |                                               |                                               |
| 8                                             | Emmanuel Badu                                 | 58                                            | 10                                            | Udinese                                       |                                               |                                               |                                               |                                               |
| 10                                            | André Ayew                                    | 61                                            | 10                                            | Swansea                                       |                                               |                                               |                                               |                                               |
| 11                                            | Wakaso Mubarak                                | 29                                            | 8                                             | Celtic                                        |                                               |                                               |                                               |                                               |
| 13                                            | Mohammed Rabiu                                | 28                                            | 0                                             | Koeban Krasnodar                              |                                               |                                               |                                               |                                               |
| 14                                            | Solomon Asante                                | 17                                            | 0                                             | Mazembe                                       |                                               |                                               |                                               |                                               |
| 22                                            | Frank Acheampong                              | 3                                             | 1                                             | Anderlecht                                    |                                               |                                               |                                               |                                               |
| Aanval                                        |                                               |                                               |                                               |                                               |                                               |                                               |                                               |                                               |
| 2                                             | Kwesi Appiah                                  | 2                                             | 1                                             | Crystal Palace                                |                                               |                                               |                                               |                                               |
| 3                                             | Asamoah Gyan                                  | 89                                            | 46                                            | Al-Ain                                        |                                               |                                               |                                               |                                               |
| 9                                             | Jordan Ayew                                   | 24                                            | 5                                             | Lorient                                       |                                               |                                               |                                               |                                               |
| 15                                            | Mahatma Otoo                                  | 4                                             | 0                                             | Sogndal                                       |                                               |                                               |                                               |                                               |
| 20                                            | David Accam                                   | 2                                             | 0                                             | Chicago Fire                                  |                                               |                                               |                                               |                                               |
| Bondscoach: Avram Grant                       |                                               |                                               |                                               |                                               |                                               |                                               |                                               |                                               |

| Selectie van Ghana tijdens de Afrika Cup 2017 | Selectie van Ghana tijdens de Afrika Cup 2017 | Selectie van Ghana tijdens de Afrika Cup 2017 | Selectie van Ghana tijdens de Afrika Cup 2017 | Selectie van Ghana tijdens de Afrika Cup 2017 | Selectie van Ghana tijdens de Afrika Cup 2017 | Selectie van Ghana tijdens de Afrika Cup 2017 | Selectie van Ghana tijdens de Afrika Cup 2017 | Selectie van Ghana tijdens de Afrika Cup 2017 |
| №                                             | Naam                                          | Wed.                                          | Dlpnt.                                        | Club                                          |                                               |                                               |                                               |                                               |
| --------------------------------------------- | --------------------------------------------- | --------------------------------------------- | --------------------------------------------- | --------------------------------------------- | --------------------------------------------- | --------------------------------------------- | --------------------------------------------- | --------------------------------------------- |
| Doel                                          |                                               |                                               |                                               |                                               |                                               |                                               |                                               |                                               |
| 1                                             | Brimah Razak                                  |                                               |                                               | Córdoba CF                                    |                                               |                                               |                                               |                                               |
| 12                                            | Richard Ofori                                 |                                               |                                               | Wa All Stars                                  |                                               |                                               |                                               |                                               |
| 16                                            | Fatau Dauda                                   |                                               |                                               | Ashanti Gold                                  |                                               |                                               |                                               |                                               |
| Verdediging                                   |                                               |                                               |                                               |                                               |                                               |                                               |                                               |                                               |
| 2                                             | Andy Yiadom                                   |                                               |                                               | Barnsley                                      |                                               |                                               |                                               |                                               |
| 4                                             | Jonathan Mensah                               |                                               |                                               | Anzji Machatsjkala                            |                                               |                                               |                                               |                                               |
| 17                                            | Abdul Rahman Baba                             |                                               |                                               | FC Schalke 04                                 |                                               |                                               |                                               |                                               |
| 18                                            | Daniel Amartey                                |                                               |                                               | Leicester City                                |                                               |                                               |                                               |                                               |
| 21                                            | John Boye                                     |                                               |                                               | Sivasspor                                     |                                               |                                               |                                               |                                               |
| 23                                            | Harrison Afful                                |                                               |                                               | Columbus Crew                                 |                                               |                                               |                                               |                                               |
| Middenveld                                    |                                               |                                               |                                               |                                               |                                               |                                               |                                               |                                               |
| 5                                             | Thomas Partey                                 |                                               |                                               | Atlético Madrid                               |                                               |                                               |                                               |                                               |
| 6                                             | Afriyie Acquah                                |                                               |                                               | Torino                                        |                                               |                                               |                                               |                                               |
| 7                                             | Christian Atsu                                |                                               |                                               | Newcastle United                              |                                               |                                               |                                               |                                               |
| 11                                            | Mubarak Wakaso                                |                                               |                                               | Panathinaikos                                 |                                               |                                               |                                               |                                               |
| 13                                            | Ebenezer Ofori                                |                                               |                                               | AIK Solna                                     |                                               |                                               |                                               |                                               |
| 19                                            | Edwin Gyimah                                  |                                               |                                               | Orlando Pirates                               |                                               |                                               |                                               |                                               |
| Aanval                                        |                                               |                                               |                                               |                                               |                                               |                                               |                                               |                                               |
| 3                                             | Asamoah Gyan                                  |                                               |                                               | Shanghai SIPG                                 |                                               |                                               |                                               |                                               |
| 8                                             | Emmanuel Agyemang-Badu                        |                                               |                                               | Udinese                                       |                                               |                                               |                                               |                                               |
| 9                                             | Jordan Ayew                                   |                                               |                                               | Aston Villa                                   |                                               |                                               |                                               |                                               |
| 10                                            | André Ayew                                    |                                               |                                               | West Ham United                               |                                               |                                               |                                               |                                               |
| 14                                            | Bernard Tekpetey                              |                                               |                                               | FC Schalke 04                                 |                                               |                                               |                                               |                                               |
| 15                                            | Samuel Tetteh                                 |                                               |                                               | FC Liefering                                  |                                               |                                               |                                               |                                               |
| 20                                            | Ebenezer Assifuah                             |                                               |                                               | FC Sion                                       |                                               |                                               |                                               |                                               |
| 22                                            | Frank Acheampong                              |                                               |                                               | RSC Anderlecht                                |                                               |                                               |                                               |                                               |
| Bondscoach: Avram Grant                       |                                               |                                               |                                               |                                               |                                               |                                               |                                               |                                               |